# 2-й Степной Сибирский корпус
2-й Степной Сибирский корпус — один из корпусов белогвардейской Сибирской армии во время Гражданской войны в России.

## Создание Степного корпуса
2-й Степной Сибирский корпус белой Сибирской армии был создан на базе подпольных военных антибольшевистских организаций, действовавших на территории Акмолинской и Семипалатинской областей. Главным организатором и руководителем этих организаций был полковник Сибирского казачьего войска П. П. Иванов. Подпольный псевдоним «Ринов» после антибольшевистского переворота в Сибири стал частью его фамилии.

### Антибольшевистское подполье
После Февральской революции 1917 года под давлением Кокандского совдепа П. П. Иванов, бывший тогда врид Ферганского военного губернатора, покинул Туркестан и был зачислен в резерв чинов при штабе Кавказского военного округа. С сентября он временно командовал 1-м Сибирским казачьим полком, а 13 ноября был назначен командующим Отдельной Сибирской казачьей бригадой. В начале января 1918 года Иванов вместе со своей бригадой прибыл для расформирования в Петропавловск. С этого времени он вступает на путь антибольшевистской борьбы. В апреле 1918 года активистами Омского антисоветского подполья полковник Иванов был рекомендован генералу В.Е. Флугу, главе тайной миссии Добровольческой армии, как «лицо, пользующееся большим влиянием среди казачества и имеющее обширный административный опыт». Флуг назначил Иванова начальником нелегальных военных организаций Омска и Петропавловска. Вскоре под его руководством было объединено всё белое подполье на территории бывшего Степного генерал-губернаторства.
Ко времени выступления чехословаков в пределах территории будущего района Степного корпуса наиболее крупные подпольные организации действовали в городах Омске, Петропавловске, Павлодаре, Семипалатинске и Усть-Каменогорске.

### Первые белогвардейские отряды после свержения советской власти в Сибири
Свержение советской власти в Сибири прошло быстро, так как у большевиков не было сколько-нибудь серьёзной опоры среди местного населения. Влияние большевиков ограничивалось лишь крупными населёнными пунктами, расположенными вдоль железнодорожной магистрали.
Выйдя из подполья, руководитель антисоветской военной организации полковник П. П. Иванов-Ринов 7 июня подписал приказ № 1 по Омскому гарнизону: «Временным Сибирским правительством я назначен командиром Степного корпуса. Вся полнота власти с сего числа принадлежит мне и уполномоченному Временного сибирского правительства А. А. Кузнецову впредь до передачи власти земским и городским общественным управлениям».
Следующим приказом Иванов-Ринов назначил начальником штаба корпуса поручика П. М. Ячевского, старшим адъютантом штаба — полковника П. М. Геде, младшим адъютантом штаба — прапорщика Г. А. Чирикова, комендантом города — подполковника Н. И. Андреева, помощником коменданта — прапорщика С. А. Землянского, начальником наружной милиции города Омска — В. Г. Бородкина. Инспектором артиллерии корпуса был назначен подполковник С. М. Ушаков, которому поручалось немедленно организовать управление и представить комкору проект формирования артиллерийских частей.
Приказом № 3 от того же числа Иванов-Ринов предложил офицерам, врачам и военным чиновникам поступить на военную службу к Временному Сибирскому правительству. Указанным лицам следовало явиться для регистрации в Дом свободы к старшему адъютанту штаба. Одновременно в Омске было распространено воззвание, подписанное Ивановым-Риновым и уполномоченным Временного Сибирского правительства Леховичем, в котором говорилось: «Граждане, дело спасения города, ваших жён, детей и имущества в ваших руках, долг каждого из вас прийти немедленно на зов Временного Сибирского правительства, могущего защитить подступы к Омску от попыток этих варваров. В Омске формируется боевой отряд, записывайтесь немедленно в него, и Омск будет спасён. Помните, граждане, что вернувшийся большевик будет беспощаднее всякого кровожадного зверя». В воззвании сообщалось, что запись в добровольческие отряды будет производиться ежедневно, начиная с 9 июня, с 9 до 21 часа в штабе округа, в окружном военном суде и в управлении воинского начальника. Формирование боевых отрядов было поручено генерал-майору В. Г. Владимирову.
По приказу А. Н. Гришина-Алмазова, 11 июня в Омске была объявлена мобилизация офицеров и военных чиновников. К вечеру 14 июня в городе было мобилизовано 1238 офицеров и 210 военных чиновников. Кроме того, в штабе округа зарегистрировались 456 добровольцев, ещё не распределённых по воинским частям, и 957 человек, уже состоявших в добровольческих отрядах.
К 14 июня в состав войск Омского гарнизона входили рота фронтовиков (250 чел.), казачий дивизион (160 чел.), 1-й Польский Степной Сибирский полк (147 чел.), отряд при сельскохозяйственном училище (75 чел.), русско-киргизский отряд поручика Карманова (72 чел.), офицерский отряд штабс-капитана Н.Казагранди с пулемётной командой (70 чел.), команда конных разведчиков при штабе корпуса (50 чел.), сербская полурота при штабе корпуса (50 чел.), офицерский отряд поручика Тимфеева (47 чел.), офицерский отряд штабс-капитана Черкес (21 чел.) и авиационный отряд (15 чел.).
Первоначально в состав Степного Сибирского корпуса входили только части, сформированные в Омске. Согласно распоряжению Гришина-Алмазова от 16 июня 1918 года, разграничительная линия между Степным Сибирским и Средне-Сибирским корпусами проходила с севера на юг через города Сургут, Каинск, Славгород, станцию Бел-Багач (восточнее Семипалатинска), гору Белуха и китайский город Кобдо, все пункты включительно для Степного Сибирского корпуса, кроме города Каинска. Вся территория Сибирского казачьего войска, включая Бийскую линию, вошла в район Степного Сибирского корпуса. В результате под командованием полковника Иванова-Ринова были объединены все белогвардейский отряды, находившиеся в пределах Акмолинской и Семипалатинской областей и освобождённой от большевиков части Тобольской губернии.
Для координации работы по формированию и комплектованию воинских частей Степного Сибирского корпуса из Омска на места в июне-июле направлялись в качестве военных руководителей уполномоченные командиром корпуса офицеры: в Тару — подполковник В. Ю. Сокольницкий, в Семипалатинск — полковник И. М. Берников, в Усть-Каменогорск — полковник Караев, в Павлодар, а затем в Тюмень — полковник Ефимов, в Тобольск — поручик Плахинский, в Курган — капитан Пунинский, в Калачинск — прапорщик Белов, в Славгород — капитан Дорофеев, в Шадринск — поручик Шемякин.
К 18 июня в рядах Степного Сибирского корпуса состояло 3968 бойцов при 12 орудиях и 24 пулемётах. Определённая часть добровольцев, вступившая в отряды для защиты своих населённых пунктов, не поделала продолжать службу в рядах регулярной армии. В результате, когда пришло время выступать на фронт, численность некоторых добровольческих отрядов существенно сократилась: к приммеру, из 370 казаков, составлявших сформированный в Омске дивизион Сводного казачьего полка, к концу июня 230 человек разошлись по домам, а из 72 бойцов русско-киргизского отряда поручика Карманова осталось всего 20 человек. В целом, однако, эта убыль была незначительной и многократно восполнялась за счёт новых добровольцев. К 3 июля в частях корпуса насчитывался уже 9121 боец при 17 орудиях, одном бомбомёте и 71 пулемёте.

## Действующие войсковые части и соединения корпуса

### Управление корпусом
Главным центром формирования частей и соединений 2-го Степного Сибирского корпуса стал Омск (а не Семипалатинск, как ошибочно утверждает Г. Х. Эйхе). Именно в Омске находились штаб и управления корпуса.
В течение июня-декабря 1918 года 2-й Степной Сибирский корпус сменил трёх командиров. С 7 июня до 5 сентября 1918 года корпусом командовал генерал-майор П. П. Иванов-Ринов, а затем — Генштаба генерал-майор А. Ф. Матковский. С 17 по 26 сентября А. Ф. Матковский временно управлял военным министерством, а с 15 ноября по 8 декабря — временно командовал Сибирской армией. В эти отрезки времени на посту командира корпуса его замещали соответственно генерал-майоры В. В. Бржезовский и В. Р. Романов. 26 декабря 1918 года, ввиду своего назначения на пост командующего войсками Западно-Сибирского военного округа, генерал-майор Матковский передал командование корпусом генерал-майору Бржезовскому.
Начальником штаба корпуса 13 июня 1918 года был назначен капитан Л. Д. Василенко, ранее занимавший пост командующего войсками Томского района. Василенко прибыл в Омск и вступил в должность 17 июня 1918 года. К этому времени был сформирован и штаб корпуса. Обер-квартирмейстером корпуса был назначен капитан В. А. Зезин, дежурным штаб-офицером штаба корпуса — капитан В.Дорохов (с 8 октября — подполковник В. Ю. Сокольницкий). Должность инспектора артиллерии корпуса занимал подполковник С. М. Ушаков (с 7 июня). Корпусным инженером с 15 по 21 июня был подполковник Н. А. Завьялов, а затем подполковник Н. Д. Иванов. Полковник Быков, первоначально допущенный к исполнению должности корпусного интенданта, согласно его личной просьбе 22 июня был освобождён от возложенных на него обязанностей и заменён капитаном Осетниковым. Однако уже 27 июня Осетникова отстранили от должности «как немогущего исполнять возложенные на него обязанности вследствие своей неподготовленности». 28 июня он сдал должность подполковнику В.Смирнову.

### Пехота
11 июня 1918 года в Омске началось формирование 1-й Степной Сибирской стрелковой дивизии четырёхполкового состава, и отряда при 2-й школе прапорщиков. Приказом по корпусу от 15 июня временно командующим дивизией был назначен генерал-майор М. Н. Фукин, заменённый вскоре полковником Г. А. Вержбицким.
Обязанности начальника штаба 1-й Степной Сибирской стрелковой дивизии с 17 июня исполнял поручик П. М. Ячевский. Этот офицер был по специальности артиллеристом и, как позднее выяснилось, оказался малопригодным для этой должности. После выволочки, полученной Вержбицким от командующего корпусом, Ячевский был 6 сентября 1918 года исключён из списков дивизии. Пост начальника штаба 1-й Степной Сибирской стрелковой дивизии занял подполковник А.Крузе — способный штабной работник, впоследствии занимавший ряд более ответственных должностей.
К командованию полками 1-й Степной дивизии были допущены следующие офицеры: 1-м — капитан В. Э. Жилинский, 2-м — подполковник Д. Н. Панков, 3-м — капитан Дорофеев и 4-м — капитан К. В. Неофитов-Неволин. Начальником отряда при 2-й школе прапорщиков был назначен штабс-капитан А. В. Пятницкий.
25 июня 1918 года Ивано-Ринов приказал приступить к организации 4-го, 5-го, 6-го и 7-го Степных Сибирских стрелковых полков. При формировании полков категорически запрещалось создание отдельных отрядов и других мелких единиц, кроме тех, которые уже действовали на фронтах.
В конце июля 1918 года в составе корпуса началось формирование 2-й Степной Сибирской стрелковой дивизии. Начальником дивизии 16 июля был назначен бывший командир 59-го Сибирского стрелкового полка старой армии полковник В. П. Гулидов, начальником штаба — Генштаба капитан М. А. Михайлов.
В состав 2-й Степной дивизии должны были войти 5-й, 6-й, 7-й и 8-й Степные Сибирские стрелковые полки. Однако фактически дивизия имела иную структуру. Дислоцировавшийся в Омске 4-й Степной полк 6 августа временно был включён в состав 2-й Степной дивизии, а 6-й Степной полк — в состав 1-й Степной дивизии. 10 августа в состав 1-й Степной дивизии вошёл и формирующийся в Тюмени 8-й Степной полк.
Таким образом, реально начальнику 1-й Степной дивизии генералу Г. А. Вержбицкому подчинялись 1-й, 2-й, 3-й, 6-й, 8-й полки и часть 7-го; начальнику 2-й Степной дивизии полковнику В. П. Гулидову — 4-й, 5-й полки и часть 7-го.
Приказом по Сибирской армии от 26 августа 1918 года Степному Сибирскому корпусу был присвоен второй номер, а его стрелковые дивизии и полки получили новые номера и названия. 1-я Степная Сибирская стрелковая дивизия стала именоваться 4-й Сибирской стрелковой, а входившие в её состав 1-й, 2-й, 3-й и 4-й Степные Сибирские полки соответственно 13-м Омским, 14-м Иртышским, 15-м Курганским и 16-м Ишимским. 2-я Степная Сибирская стрелковая дивизия была переименована в 5-ю Сибирскую, а её 5-й, 6-й, 7-й и 8-й Степные полки соответственно в 17-й Семипалатинский, 18-й Тобольский, 19-й Петропавловский и 20-й Тюменский.
Стрелковые полки 2-го Степного Сибирского корпуса первоначально имели в своём составе по одному четырёхротному батальону, а также команды, положенные по штату для трёхбатальонного полка. Согласно временному штату, объявленному в приказе по Западно-Сибирской отдельной армии, стрелковая рота должна была иметь 141 человека, команда конных разведчиков — 80, команда службы связи — 49, пулемётная команда (на 8 пулемётов) — 38, сапёрная команда — 24 и нестроевая рота — 88.
После призыва в войска новобранцев появилась возможность сформировать в полках вторые и третьи батальоны. 21 сентября 1918 года генерал Вержбицкий приказал все полки вверенного ему отряда (13-й, 14-й, 15-й, 16-й, 18-й и 20-й) независимо от численности в них бойцов привести к трёхбатальонному и двенадцатиротному составу. 17-й и 19-й полки 2-й Сибирской стрелковой дивизии вплоть до конца 1918 года имели в своём составе по четыре роты.

### Кавалерия
В район 2-го Степного Сибирского корпуса входили территории Сибирского и Семиреченского казачьих войск. Это обусловило возможность формирования в составе корпуса целого ряда конных казачьих частей.
В середине июня 1918 года врид атамана Сибирского казачьего войска генерал-майор И. С. Ефтин отдал приказ о мобилизации в армию сибирских казаков нарядов 1918, 1917, 1916 и 1915. Мобилизация объявлялась с целью сфориировать Сибирскую казачью дивизию, состоящую из трёх шестисотенных конных полков и одного трёхбатарейного конно-артиллерийского дивизиона.
Приказом по Степному корпусу от 17 июня к временному исполнению должности начальника дивизии был допущен полковник А. И. Белов, заменённый 22 июня войсковым старшиной Н.П,Кубриным. Начальником штаба дивизии стал подъесаул А.Фёдоров. Подразделения формируемой дивизии были рассредоточены по всей территории Сибирского казачьего войска. На конец июня 1918 года сотни 1-го полка располагались в Кокчетаве и станице Пресновская, 2-го — в Петропавловске, 3-го — в Семипалатинске, Павлодаре и Омске. В Омске велось формирование конно-артиллерийского дивизиона.
Сибирская казачья дивизия в качестве воинского соединения не принимала участия в боевых операциях. Её полки действовали на разных фронтах, и в оперативном отношении не подчинялись штабу дивизии. 1-й полк во главе с войсковым старшиной В. И. Волковым в июле-августе находился на Алтайском (Кулундинском) фронте, затем входил в состав омского гарнизона; 2-й полк под командованием войскового старшины Н. К. Рагозина с конца июня действовал на Западном фронте в составе отряда генерала Вержбицкого; 3-й полк во главе с войсковым старшиной Копейкиным — на Семиреченском фронте. реальный боевой состав полков был близок к штатному и колебался в пределах от 900 до 1200 сабель.
По приказу войскового атамана Семиреченского казачьего войска в сентябре 1918 года из казаков Семиреченской области и мелких отрядов началось формирование 1-го Семиреченского казачьего полка под командованием есаула А. А. Асанова. Приказом по 2-му Степному Сибирскому корпусу от 21 сентября полк был включён в состав 5-й Сибирской стрелковой дивизии.
26 июля 1918 года П. П. Иванов-Ринов разрешил приступить к формированию в Петропавловске Особой Петропавловской конной сотни из добровольцев и резервных казачьих и кавалерийских офицеров с подчинением её начальнику штаба корпуса. Во главе сотни встал подъесаул И.Алейников. 15 августа сотня была включена в состав 2-й Степной Сибирской стрелковой дивизии с подчинением во всех отношениях начальнику этой дивизии. Приказом по корпусу от 24 октября сотня разворачивалась в конный дивизион с подчинением его начальнику штаба корпуса. Позднее, уже в 1919 году, Петропавловский конный дивизион был преобразован в Петропавловский уланский полк и действовал на фронте в составе 1-й кавалерийской дивизии генерала Миловича.
Приказом Верховного главнокомандующего от 15 ноября 1918 года в состав корпуса временно был включён 1-й Самарский конный полк, входивший ранее в состав Народной армии комуча. 5 декабря 1918 года Самарский гусарский полк был включён в состав вновь образованной 1-й кавалерийской дивизии генерал-лейтенанта Миловича.

### Отдельные партизанские отряды
В течение июня-июля 1918 года все отдельные отряды, созданные на территории Степного Сибирского корпуса, вошли в состав полков, формируемых по общим для всей Сибирской армии штатным расписаниям. Исключение было сделано лишь для двух боевых единиц: партизанских отрядов атамана Б. В. Анненкова и И. Н. Красильникова. Оба отряда возникли ещё до выступления чехословаков.
После выхода из подполья, в начале июня 1918 года в распоряжении Анненкова было около двухсот человек. С 24 июня по 18 августа 1918 года его партизанский отряд находился в распоряжении командира Чехословацкого корпуса, и действовал совместно с частями Уральского корпуса Сибирской армии в районе городов Троицк и Верхне-Уральск. С разрешения командующего армией 28 сентября 1918 года командир Степного корпуса приказал развернуть отряд войскового старшины Анненкова в партизанский полк трёхбатальонного состава. В ходе инспектирования войск Семиреченского фронта 19 октября 1918 года командир 2-го Степного Сибирского корпуса генерал-майор А. Ф. Матковский провёл смотр частей Партизанского отряда Анненкова, и приказом от 23 октября 1918 года развернул его в партизанскую дивизию. Дивизия состояла из пехотной бригады (два трёхбатальонных полка), конной бригады (два четырёхсотенных полка), артиллерийского дивизиона (три батареи) и инженерной роты. Командующему дивизией полковнику Анненкову официально разрешалось именовать себя «атаманом партизанской дивизии».
Партизанский отряд атамана Н. И. Красильникова до середины июня 1918 года дислоцировался в Омске. Согласно распоряжению полковника Гришина-Алмазова, 16 июня отряд был передан в распоряжение командира Средне-Сибирского корпуса и в течение всего лета действовал в Восточной Сибири. 1 ноября 1918 года командир Степного Сибирского корпуса приказал войсковому старшине Красильникову развернуть отряд в партизанскую бригаду, состоящую из пехотного трёхбатальонного полка и конного дивизиона.
Казачьи атаманы стремились к максимальной самостоятельности и независимости от вышестоящего начальства. Гражданские власти на местах безуспешно бомбардировали военное начальство сообщениями о массовых реквизициях, устраиваемых партизанами — вышестоящие командиры и начальники не обращали особого внимания на все их злоупотребления.

### Национальные формирования
Ряд войсковых частей 2-го Степного Сибирского корпуса был сформирован по национальному признаку. Первой такой частью стал 1-й Степной Сибирский польский легион (командир — подпоручик Крубский), формирование которого началось в Омске 11 июня 1918 года. К 19 июля в легионе, организованном по штатам пехотного полка, насчитывалось 7 человек командного состава, 231 штык, 115 сабель и 23 невооружённых солдат, всего 376 бойцов при двух пулемётах. Польский легион числился в списках Степного Сибирского корпуса до 3 августа, а затем был передан в распоряжение командира Уральского корпуса.
С санкции командующего Сибирской армии 21 июня 1918 года полковник Мандрыка приступил к формированию в составе корпуса Украинского куреня имени гетмана П.Сагайдачного. Формирование производилось по штатам пехотного полка. Добровольцев в курень разрешалось принимать с территории всех корпусных районов. Спустя месяц после начала формирования в его рядах насчитывалось всего лишь 68 человек. Резкое увеличение численности куреня произошло в первой половине октября 1918 года: на 2 октября — 93 офицера и 75 солдат, на 15 октября — 105 офицеров и 569 солдат. Летом 1918 года курень дислоцировался в Омске, а с сентября составлял гарнизон города Славгород.
14 июня в Омске была сформирована Сербская полурота под командованием прапорщика Б.Дюрдюллова. С 17 июня она находилась в непосредственном подчинении у начальника штаба корпуса и позднее была преобразована в конвой при штабе корпуса. К 19 июля 1918 года в Сербской полуроте насчитывалось 107 бойцов.
В Петропавловске в начале июня был сформирован Еврейский добровольческий отряд (в некоторых документов штаба Сибирской армии он именовался «Жидовской добровольческой дружиной»). Эта воинская часть возникла по инициативе еврейской общины Петропавловска для самозащиты от возможных погромов. Его численность колебалась в течение июня от 30 до 60 человек. Хотя отряд и вносился в списки частей Сибирской армии, но в её боевой состав не включался. В начале июля Еврейский добровольческий отряд, по всей видимости, был расформирован.
Самыми многочисленными были вооружённые формирование казахов (киргизов). В июне 1918 года в Семипалатинске был создан 1-й Алашский конный полк (Степной отряд), насчитывавший 400 бойцов во главе с казахом капитаном Г. Н. Тохтамышевым. Приказом командующего Сибирской армией от 12 августа 1918 года решение всех частных вопросов, связанных с созданием в армии казахских вооружённых сил, возлагалось на командира 2-го Степного Сибирского корпуса. 21 октября Алашский полк под названием Киргизского конного полка был включён в состав частей корпуса, с подчинением во всех отношениях начальнику 5-й Сибирской стрелковой дивизии. Кроме полка, совместно с белогвардейскими частями Семиреченского фронта действовал целый ряд отдельных киргизских сотен и команд.

### Артиллерия
В целях упрощения и ускорения формирования в составе Сибирской армии отдельных артиллерийских батарей 19 июня 1918 года командующий Сибирской армией полковник Гришин-Алмазов распорядился все артиллерийские орудия, находившиеся в Омске, кроме негодных к бою, зачислить в состав 1-го Омского сводного артиллерийского дивизиона. Командиром дивизиона был назначен подполковник Д. Н. Кирхман, которому поручалось сформировать из числа имеющихся орудий отдельные 3-дюймовые пушечные, 48-линейные гаубичные и 42-линейные тяжёлые батареи с последующей передачей их в распоряжение инспектора артиллерии Степного Сибирского корпуса.
К началу августа в 1-м Омском сводном артиллерийском дивизионе были сформированы восемь отдельных артиллерийских батарей. Из них семь батарей входили в отряд генерала Вержбицкого, действовавшего на Тюменском и Пермском направлениях, и одна батарея (2-я лёгкая) была направлена на Семиреченский фронт. Численность личного состава в артиллерийских батареях далеко не соответствовала штатному расписанию, и составляла летом 1918 года в среднем по 30-40 человек на батарею. Ввиду отсутствия снарядов для 42-линейных орудий, 1-я и 2-я Сибирские отдельные степные тяжёлые батареи впоследствии получили на вооружение 3-дюймовые пушки, хотя и продолжали именоваться «тяжёлыми».

### Авиационные отряды
Первая авиационная часть в составе Степного корпуса появилась в начале июля 1918 года: к белым перелетел красный Оренбургский авиационный отряд. Приказом по Сибирской армии от 13 июля 1918 года Оренбургский авиаотряд был переименован в 3-й Сибирский авиаотряд с включением в состав Степного Сибирского корпуса. Приказом по корпусу от 18 июля авиаотряд был придан 1-й Степной (4-й) Сибирской стрелковой дивизии. В состав авиаотряда входили 8 офицеров и 15 чинов разных специальностей. Материальная часть авиаотряда состояла из трёх самолётов системы «Фарман № 30», на его вооружении имелось семь пулемётов «Льюиса» и к ним 30 тысяч патронов. Из-за частых поломок самолёты 3-го Сибирского авиаотряда весьма редко использовались в ходе боевых операций.
В начале сентября 1918 года в состав корпуса был включён 1-й Сибирский авиационный отряд. Этот авиаотряд возник в Омске в июне 1918 года. Его основу составила группа авиаторов, объединившихся после антибольшевистского переворота в Омске вокруг прапорщика Бурова. Материальная часть авиаотряда состояла из трёх самолётов системы «Фарман № 30».

### Бронепоезда
После свержения советской власти в Омске началось формирование броневого поезда № 1. С 7 июля бронепоезд находился в составе отряда генерала Вержбицкого, и с 13 июля до 3 декабря почти непрерывно находился в боях, действуя вдоль железнодорожной линии Тюмень-Богданович-Егоршино-Алапаевск-Нижний Тагил-Кушва.
Другой бронированный поезд был захвачен 16-м Ишимским Сибирским стрелковым полком в бою у станции Выя в конце ноября 1918 года и, войдя в состав отряда генерала Вержбицкого, получил название «Ишимец».

### Инженерные части
Согласно приказу по корпусу, 17 июня 1918 года корпусной инженер подполковник Н. А. Завьялов приступил к формированию 1-й Степной Сибирской отдельной инженерной роты. 17 августа П. П. Иванов-Ринов поручил корпусному инженеру сформировать две отдельные запасные инженерные роты. 27 сентября корпусной инженер получил приказ сформировать для 5-й Сибирской стрелковой дивизии отдельную дорожно-мостовую роту.
6 октября 1918 года командующий армией утвердил новые названия и нумерацию инженерных частей Сибирской армии. 1-я отдельная Степная инженерная рота была переименована в инженерную роту 4-й Сибирской стрелковой дивизии, 1-я отдельная кадровая инженерная рота — в инженерную роту 5-й Сибирской стрелковой дивизии, 2-я отдельная кадровая инженерная рота Степного корпуса — в 1-ю кадровую инженерную роту 2-го Степного Сибирского корпуса. Тем же приказом всем корпусам, которые ещё не имели телеграфных частей, предлагалось сформировать таковые, в том числе для 2-го Степного Сибирского корпуса — 3-е и 4-е отдельные телеграфные кабельные отделения.

### Авточасти
В июне 1918 года в Сибирской армии была сформирована 1-я Сибирская автомобильная рота. Первый взвод этой роты с 27 июня находился в составе 1-й Степной Сибирской стрелковой дивизии, и насчитывал 24 автомобиля. Второй взвод — 20 автомобилей — с 6 июля действовал в составе Семиреченского отряда полковника Ярушина, а 24 августа был придан 2-й Степной Сибирской стрелковой дивизии.

### Флотилия катеров
20 сентября в состав частей корпуса был включён отряд моторных лодок (флотилия катеров) под командованием штабс-капитана В. М. Головина. Этот отряд был сформирован в Новониколаевске в июне 1918 года, и ранее действовал в составе 1-го Средне-Сибирского корпуса. С 4 по 24 октября отряд Головина находился в подчинении у начальника 4-й Сибирской стрелковой дивизии генерала Вержбицкого. Отряд располагал тремя катерами и имел в своём составе 16 офицеров и 15 человек обслуживающего персонала.

## Запасные (кадровые) части корпуса
В конце августа — начале сентября 1918 года в районе 2-го Степного Сибирского корпуса был осуществлён призыв в армию новобранцев 1898—1899 гг. рождения. Всего на территории корпусного района, в состав которого входили Тобольская губерния, а также Акмолинская и Семипалатинская области, должны были прибыть около 74,4 тыс.новобранцев.
Активное сопротивление призыву в Сибирскую армию на территории корпусного района оказали лишь крестьяне Тюкалинского уезда Тобольской губернии; осложнения с призывом возникли также в Семипалатинском и Павлодарском уездах Семипалатинской области. Несмотря на ряд эксцессов, в целом призыв в районе 2-го Степного Сибирского корпуса прошёл успешно. В войска поступило около 53 тысяч человек.
В преддверии призыва новобранцев 15 июля 1918 года управляющий военным ведомством распорядился сформировать при каждом из корпусов Сибирской армии по одной запасной бригаде. Новобранцы, призванные в войска с территории района 2-го Степного Сибирского корпуса, были направлены в полки Степной Сибирской запасной (кадровой) бригады. К концу августа в составе Степной Сибирской кадровой бригады были образованы 1-й, 2-й, 3-й, 4-й, 5-й, 6-й и 7-й запасные (кадровые) полки, 1-я и 2-я запасные (кадровые) инженерные роты, а для их укомплектования младшим командным составом сформирована подготовительная унтер-офицерская школа. Начальнику бригады стал подчиняться 1-й Омский сводный артиллерийский дивизион, переименованный 30 августа в Омский запасный (кадровый) артиллерийский дивизион.
4 октября 1918 года командующий Сибирской армией приказал командирам корпусов приступить к переформированию кадровых бригад в кадровые дивизии, состоящие из четырёх стрелковых кадровых полков и одной кадровой инженерной роты. Существующие в каждом корпусе по одному кадровому артиллерийскому дивизиону предлагалось включить в ближайшие по месту расположения кадровые дивизии. В результате Степная Сибирская кадровая бригада была разделена на две кадровые дивизии.
В кадровых частях Сибирской армии крайне остро стояла проблема обеспечения новобранцев жилыми помещениями, обмундированием, вооружением и т. д. По свидетельству начштаба Степного Сибирского корпуса подполковника Л. Д. Василенко, по данным на 20 августа во всех местах формирования запасных полков было отведено помещений на половину штатного состава, а нар построено лишь на четверть. В Омске предполагалось подготовить помещений лишь на 2 тысячи человек, тогда как реально пришлось разместить 12 тысяч новобранцев. Интендатство, по словам Василенко, обещало удовлетворить запасные части лишь на 1/8 от необходимого обмундирования и постельного белья. Совершенно отсутствовали одеяла. не менее остро стоял вопрос с обеспечением запасных полков вооружением. общее количество винтовок, имевшееся в распоряжении штаба корпуса, позволяло выделить одну винтовку на 6-7 человек. Исходя из вышеизложенного, подполковник Василенко ходатайствовал перед командиром корпуса о том, чтобы осуществить призыв новобранцев в два этапа: в первую очередь призвать граждан срока службы 1920 г., после восьминедельной военной подготовки направить их в действующие части, и лишь затем осуществить призыв граждан срока службы 1919 г. Это позволило бы по крайней мере в два раза сократить дефицит жилых помещений, постельного белья и т. д. Однако данное предложение не было принято.
Ввиду нехватки винтовок около 75 % новобранцев 2-го Степного Сибирского корпуса было не вооружено. Крайне неудовлетворительное оснащение частей стрелковым вооружением снижало эффективность обучения новобранцев. В свою очередь неудовлетворительное обеспечение молодых солдат обмундированием, обувью, тёплой одеждой и жилыми помещениями было основной причиной дезертирства. По состоянию на 17 октября 1918 года, «в бегах» находилось 8 % списочного состава кадровых частей 2-го Степного Сибирского корпуса. Крайне плачевное материальное положение новобранцев создавало благоприятную почву для распространения в их среде антиправительственных настроений. Осенью и зимой 1918 года в кадровых частях Сибирской армии имел место ряд волнений, некоторые из которых завершились вооружёнными восстаниями. Нездоровую атмосферу к кадровых полках создавали и некоторые офицеры, позволявшие себе рукоприкладство в отношении подчинённых.
После непродолжительного обучения, уже с середины сентября 1918 года молодые солдаты стали направляться в действующие на фронте части Сибирской армии. Несмотря на слабую подготовленность новобранцев, фронтовые начальники давали о них самые благоприятные отзывы. В тыловых районах корпуса новобранцы нередко использовались в качестве карательной силы. В целом новобранцы оказались вполне пригодным контингентом для борьбы с Красной армией. Молодые солдаты в силу своего возраста не успели испытать на себе деструктивного воздействия революционных потрясений 1917 года, поэтому к призыву на службу в Сибирскую армию они относились примерно так же, как в своё время их отцы относились к призыву в Русскую Императорскую армию.

## Боевой путь корпуса

### Освобождение Западной Сибири
С середины июня 1918 года главным центром советской власти в Западной Сибири стала Тюмень. Здесь сосредоточились красноармейские и красногвардейские отряды, отступившие от Томска, Омска и Тобольска. Руководство вооружённой борьбой с чехо-белыми возглавил Военно-революционный штаб Западной Сибири, руководимый Г. А. Усиевичем. Командование войсками Тюменского фронта было возложена на А. И. Окулова. В то же время по распоряжению Л. Д. Троцкого 14 июня 1918 года был образован Северо-Урало-Сибирский фронт со штабом в Екатеринбурге.
Согласно директиве, подписанной командующим Сибирской армии полковником А. Н. Гришиным-Алмазовым 18 июня 1918 года, войска Степного корпуса получили задачу «в кратчайший срок очистить территорию Западной Сибири к западу и северо-западу от Омска и обеспечить Западную Сибирь от вторжения неприятельских войск занятием проходов через Уральские горы». Ближайшей задачей корпусу ставилось «очищение от противника правого берега реки Тобол».
Наступление белых на Тюменском фронте осуществлялось двумя колоннами. Главные силы чехо-белых находились в составе колонны полковника Г. А. Вержбицкого, наступавшей от Ишима на Тюмень вдоль железнодорожной линии Омск-Екатеринбург. Отряд штабс-капитана Н. Н. Казагранди обеспечивал правый фланг этой колонны. От железнодорожной линии Омск-Челябинск на город Шадринск и станцию Богданович двигалась колонна подполковника Д. Н. Панкова. Левый фланг этой колонны соприкасался с частями челябинской группы полковника С. Н. Войцеховского, наступавшими на Екатеринбург. Отряд подполковника И. С. Смолина выполнял роль связующего звена между колоннами Панкова и Вержбицкого. Вместе с русскими белогвардейцами на Тюменском фронте действовали и чехословаки под общим руководством командира 2-го чехословацкого полка поручика Я.Сырового.
В ходе боевых действий на сторону белых в полном составе перешёл Оренбургский авиаотряд красных. Командир авиаотряда капитан Сергеев передал полковнику Вержбицкому несколько листов топографической карты тюменского района, в числе которых имелась и карта с нанесённой на неё дислокацией советских войск. До этого не только у полковника Вержбицкого, но даже и в штабе Сибирской армии вообще не было топографических карт, что существенно затрудняло планирование боевых операций.
После месяца продвижения с тяжёлыми боями, в ночь с 20 на 21 июля 1918 года белые войска вступили в Тюмень. Екатеринбург был взят 25 июля войсками полковника С. Н. Войцеховского. К началу августа вся территория Западной Сибири была освобождена от большевиков. Советские войска, потерпев поражение в районе Тюмени и станции Богданович, отступили к северо-западу от железной дороги Омск-Екатеринбург и сосредоточились в районе станции Егоршино. Таким образом, все боевые задачи, поставленные в июне 1918 года перед частями Степного Сибирского корпуса были выполнены.

### Борьба на Урале
После вытеснения красных с железнодорожной линии Тюмень-Екатеринбург Отряд Сибирских правительственных войск генерала Г. А. Вержбицкого совместно с Челябинской группой полковника С. Н. Войцеховского продолжил военные операции в целях окончательного разгрома советских войск Северо-Урало-Сибирского фронта (20 июля 1918 года этот фронт был преобразован в 3-ю армию Восточного фронта).
28 июля 1918 года командир Степного Сибирского корпуса приказал войскам генерала Вержбицкого овладеть железнодорожной линией Камышлов-Екатеринбург и очистить от «большевистских банд» район Верхотурье-Тагил-Егоршино-Ирбит. План боевых операций отряда генерала Вержбицкого вскоре пришлось изменить, а его осуществление отложить на несколько дней в связи с перегруппировкой частей. Во исполнение телеграммы командира Чехословацкого корпуса генерала В. Н. Шокорова 30 июля 1918 года командующий Сибирской армии приказал 1-ю Степную Сибирскую стрелковую дивизию с приданными ей частями Сибирской казачьей дивизии включить в состав Екатеринбургской группы с подчинением полковнику Войцеховскому. По распоряжению Шокорова все чехословацкие части с 30 июля 1918 года выводились из состава отряда генерала Вержбицкого и направлялись в другие места. Общая задача, поставленная генералом Шокоровым перед войсками Екатеринбургской группы Сибирской армии состояла в том, чтобы «по очищении екатеринбургского района от советских войск… занять город Пермь, где укрепиться, ожидая прибытия союзных войск». В свою очередь командующий Екатеринбургской группы полковник С. Н. Войцеховский поставил перед отрядом генерала Вержбицкого задачу воспрепятствовать продвижению советских войск вдоль железной дороги Богданович-Егоршино-Алапаевск-Гороблагодатская и уничтожить «все мелкие красноармейские банды», оперирующие к северу от железной дороги Камышлов-Богданович-Егоршино. Выполнение этого приказа затянулось почти на два месяца.
7 октября 1918 года в командование войсками Екатеринбургской группы вступил генерал-майор Р.Гайда. 9 октября он подписал приказ, ставящий задачей взятие Перми. Главный удар было решено нанести на кунгурском направлении силами 2-й чехословацкой стрелковой дивизии. На группу генерала Вержбицкого возлагалась задача упорно ужерживать Тагильский завод и линию реки Тагил, обеспечивая район Алапаевска от наступления противника с севера.
15 октября генерал Гайда поставил перед войсками генерала Вержбицкого задачу продолжать операцию для овладения станцией Кушва. Во исполнение приказа генерал Вержбицкий организован наступление вдоль железнодорожной линии Нижний Тагил-Кушва в направлении на станцию Баранча. Красные успели перебросить подкрепления из Перми, и в том районе завязались тяжёлые бои. 4 ноября 1918 года части Екатеринбургской группы прекратили не принёсшую успеха наступательную операцию и перешли к обороне. До конца месяца оба противника готовились к решительным действиям. На большинстве участков фронта в это время шли бои местного значения.
В последних числах ноября 1918 года войска Екатеринбургской группы Сибирской армии предприняли генеральное наступление на Пермь. Примечательно, что в это же самое время готовились перейти в наступление и действовавшие против Екатеринбургской группы войска 3-й Красной армии. Сибирцы сумели на одни сутки опередить своего противника. Наступление началось 28 ноября. Утром 24 декабря белые войска вошли в Пермь. Благодаря взятию белыми Перми протяжённость линии фронта сократилась более чем в два раза. Это позволило увеличить концентрацию войск на фронте, и в то же время вывести часть войсковых соединений в тыл для отдыха и пополнения. В связи с этим, несмотря на успехи Красной армии в Поволжье, в стратегическом отношении белые упрочили свои позиции.

### Южный Сибирский фронт
Южный фронт Сибирской армии возник в первых числах июня 1918 года, когда части Средне-Сибирского корпуса при поддержке чехословаков начали боевые операции против советских войск, базировавшихся в Барнауле. Кроме красногвардейских отрядов, сформированных на территории Алтайской губернии, здесь находились и красногвардейцы, прибывшие из Семипалатинска и Кольчугино.
Потеряв 15 июня Барнаул, советские войска не прекратили сопротивления. Находившиеся в этом районе красногвардейские отряды объединились в отряд во главе с П. Ф. Суховым. Имея в своём распоряжении около тысячи бойцов, Сухов рассчитывал через Славгород прорваться к Омску, о падении которого ему ещё не было известно. На пути красногвардейцев отсутствовали сколько-нибудь крупные силы белых, поэтому на усиление славгородского гарнизона командование Степного Сибирского корпуса направило все свободные резервы. Ликвидацию отряда Сухова белое командование рассматривало не как карательную экспедицию, а как завершающий этап разгрома барнаульско-семипалатинской группировки советских войск.
В течение месяца белые безуспешно пытались уничтожить отряд Сухова. Красные, искусно маневрируя, сумели не только уйти из-под удара, но и нанесли белым ощутимое поражение. В условиях отсутствия линии фронта и чисто партизанской тактики, применяемой красными, догнать или окружить суховцев не представлялось возможным. К тому же белые располагали в основном пехотными частями, не приспособленными для манёвра и быстрой концентрации. Неудачи белых можно объяснить ещё и тем, что район боевых действий находился на стыке двух корпусных районов (1-го и 2-го), и первоначально не было чётко определено, командир какого из корпусов должен руководить всей операцией в целом.
24 июля, согласно приказу по Степному Сибирскому корпусу, во главе всех войск фронта встал войсковой старшина В. И. Волков. Под его командованием были объединены 1-й Сибирский казачий полк, Новониколаевский эскадрон, три роты 1-го Новониколаевского и одна рота 5-го Степного полков, казачья пулемётная команда, 1-я казачья лёгкая и мортирная батареи, авточасть, всего шесть сотен, один эскадрон, четыре роты, 13 пулемётов, два орудия и десять автомобилей. В строю числилось 470 штыков и 1125 сабель. Волкову поручалось сосредоточить отряд на станции Алейской к утру 28 июля, после чего уничтожить «банды мадьяр и красных» в районе Кулундинской степи и линии Барнаульской железной дороги. На время операции начальники гарнизонов городов Барнаула, Бийска и Камня в оперативном отношении временно подчинялись командиру Степного Сибирского корпуса.
Командование белых учло ошибки и недостатки боевых операций на Барнаульском фронте. Теперь для ликвидации советских войск были выделены преимущественно кавалерийские части, а вся белогвардейская группировка в два раза превосходила противника в силе. В новых условиях отряд Сузова терял свои тактические преимущества.
В бою под Тележихой 6 августа 1918 года был уничтожен костяк суховских войск, в разультате чего вопрос о возможности дальнейшей организованной борьбы для красных оказался предрешённым. К середине августа операции на территории Алтайской губернии завершились. Ввиду окончания боевых действий в Алтайском районе 1 сентября командующий Сибирской армией приказал гарнизоны городов Барнаула, Бийска, Славгорода и Камня вернуть в подчинение командиру 1-го Средне-Сибирского корпуса.
В начале июля 1918 года, когда в Кулундинской степи шли бои с красногвардейским отрядом Сухова, части Степного Сибирского корпуса предприняли наступление в Семиреченском направлении. Командующий Сибирской армией поставил перед частями Степного Сибирского корпуса задачу немедленно прийти на помощь семиреченским казакам, на которых из Верного шёл красногвардейский отряд И. Е. Мамонтова численностью в 1200 сабель. 6 июля П.П,Иванов-Ринов приказал полковнику Ф. Г. Ярушину выехать в Семипалатинск, выяснить результаты разведки Семипалатинского отряда, посланного на Сергиополь и, сообразуясь с размерами предстоящей задачи, организовать отряд, с которым занять Сергиополь, связаться с отрядами, находимшимися в районе Урджарская-Бахты и Российским консульством в Чугучаке. Конечной задачей ставилось взятие городов Лепсинска и Копала и образование фронта против большевистских сил среднего и южного Семиречья. Для решения этой задачи Ярушину предлагалось опираться главным образом лишь на те регулярные войска и киргизские отряды, которые он сможет организовать на освобождённой от большевиков территории.
К вечеру 15 июля полковник Ярушин завершил организацию Семиреченского отряда, а утром 16 июля направил свои войска в сторону Сергиополя. Бой под Сергиополем продолжался 36 часов и завершился в ночь на 21 июля полной победой белых; пленных белые не брали. Захват белыми Сергиополя явился сигналом для антибольшевистского восстания в казачьих станицах северного Семиречья. К концу августа всё северное Семиречье оказалось в руках белых.
24 августа 1918 года командир Степного Сибирского корпуса генерал Иванов-Ринов приказал начать операцию по овладению Илийским краем и городом Верным. Руководство операцией возлагалось на начальника 2-й Степной Сибирской стрелковой дивизии полковника В. П. Гулидова. В его распоряжение передавались все части, состоявшие в отряде полковника Ярушина, а также первые четыре сотни 3-го Сибирского казачьего полка.
С осени 1918 года операции белых на Семиреченском фронте продвигались с большим трудом. Красным удалось остановить наступление частей 2-го Степного Сибирского корпуса. В районе, охватывавшем несколько переселенческих сёл севернее Лепсинска, находилась сильная группировка советских войск (Черкасская оборона), которая угрожала тыловым коммуникациям белых. В конце октября 1918 года советские войска предприняли наступательную операцию с целью овладения станицами Абакумовской и Аксуйской. Хотя она и не увенчалась полным успехом, но всё же вынудила белогвардейское командование временно отказаться от наступления на Верный. Малонаселённость театра военных действий, отсутствие надёжных путей сообщения и наступившие холода привели к временному затишью на фронте.
Вплоть до начала 1920 года белые войска Семиреченского фронта оставались примерно на тех же рубежах, что и осенью 1918 года. Командование белых не имело возможности создать здесь численное преимущество над противником, так как все свободные резервы Сибирской армии направлялись на главный в стратегическом отношении Уральский фронт.
Население Северного Семиречья, основную часть которого составляли казахи, склонно было поддерживать белогвардейцев. Однако, командование Сибирской армии не использовало в полной мере казахский контингент для увеличения своих сил в Семиречье. Этому были объективные причины. Советские войска в Семиречье состояли главным образом из русских крестьян-переселенцев. Вовлечение в вооружённую борьбу большого количества казахов, в условиях немногочисленности русских белогвардейских войск, неизбежно привело бы к ситуации, когда гражданская война в Семиречье вылилась бы в форму противостояния между коренным казахским населением и русскими. Учитывая автономистские тенденции в политике Алаш-Орды, казахские вооружённые формирования в будущем вполне могли стать силой, противостоящей центральной российской власти.

## Судьба 2-го Степного Сибирского корпуса после реорганизации Колчаком Сибирской армии
В начале 1919 года 2-й Степной Сибирский армейский корпус, также, как и вся Сибирская армия, подвергся реорганизации. Приказом адмирала А. В. Колчака от 3 января на его базе были образованы два корпуса. Во 2-м Степном Сибирском корпуса, получившем наименование «отдельного», остались 5-я Сибирская стрелковая дивизия и Сводная партизанская дивизия атамана Б. В. Анненкова, переименованная в 6-ю Сводную Сибирскую дивизию. До конца августа 1919 года корпусом командовал генерал-майор В. В. Бржезовский. Во вновь образованный 3-й Степной Сибирский армейский корпус вошли 4-я Сибирская стрелковая дивизия прежнего состава, а также 7-я Сибирская стрелковая дивизия. Командиром 3-го Степного Сибирского армейского корпуса стал генерал-лейтенант Г. А. Вержбицкий.
В 1919 году части и соединения бывшего 2-го Степного корпуса белой Сибирской армии продолжали действовать на фронте. Некоторые из этих частей прекратили своё существование в конце 1919 года в результате развала колчаковской армии, другие — как, например, полки 4-й Сибирской стрелковой дивизии — прошли Сибирский ледяной поход и завершили борьбу на Дальнем Востоке в конце 1922 года.